# Willem IX van Auvergne
Willem IX van Auvergne (gestorven ca. 1199) was de oudste zoon van Robert IV van Auvergne en Mathilde van Bourgondië. Willem volgde in 1194 zijn vader op als graaf van Auvergne. Zijn broer Gwijde volgde hem op.